# Pokémon : Mewtwo contre-attaque - Évolution
Pokémon : Mewtwo contre-attaque - Évolution (劇場版ポケットモンスター ミュウツーの逆襲 EVOLUTION, Gekijōban Poketto Monsutā: Myūtsū no Gyakushū Evolution) est un film d'animation japonais réalisé par Kunihiko Yuyama et Motonori Sakakibara.
Il s'agit du 22e film d'animation de la série cinématographique Pokémon, faisant suite au long-métrage Le pouvoir est en nous, et basé sur le premier opus de la saga, Mewtwo contre-attaque. Le film est sorti le 22 juillet 2019 au Japon.
Le film est disponible en France, sur la plateforme Netflix depuis le 27 février 2020, en référence à la date de sortie des premiers jeux Pokémon ("Pocket Monsters Aka" (Rouge) et "Pocket Monsters Midori" (Vert)) au Japon, le 27 février 1996.

## Synopsis
Un Pokémon synthétique, Mewtwo, se rebelle contre les scientifiques de la Team Rocket qui l'ont conçu. Ayant soif de vengeance, il invite plusieurs dresseurs à un tournoi, avec pour intention de créer une armée de clones à partir de leurs Pokémon.

## Distribution

### Voix originales
Source : Anime News Network.
- Ikue Ōtani : Pikachu
- Masachika Ichimura : Mewtwo
- Rica Matsumoto : Satoshi
- Inuko Inuyama : Nyarth
- Mayumi Iizuka : Kasumi
- Megumi Hayashibara : Musashi
- Satomi Koorogi : Togepi
- Shin'ichirō Miki : Kojiro
- Yūji Ueda : Takeshi
- Ayane Sakura : Sweet
- Chika Fujimura : Joy
- Chinami Nishimura : Junsar
- Hiroshi Kamiya : Sorao
- Hiroyuki Yoshino : Umio
- Kenta Miyake : Sakaki
- Kōichi Yamadera : Mew
- Minoru Inaba : Dr. Fuji
- Raymond Johnson : Raymond
- Sachiko Kobayashi : voyageur
- Unshō Ishizuka : narrateur

### Voix françaises
- Jean-Marc Delhausse : Mewtwo, ambiances
- Aurélien Ringelheim : Sacha
- Didier Colfs : Miaouss
- Fanny Roy : Ondine
- France Bastoen : Miranda
- Catherine Conet : Jessie
- David Manet : James
- Daniel Nicodème : Giovanni
- Antoni Lo Presti : Pierre
- Delphine Chauvier : Infirmière Joëlle, ambiances
- Marie Du Bled : Mew, ambiances
- Julie Basecqz : Agent Jenny
- Franck Dacquin : Dr. Fuji
- Marie Braam : Neesha
- Jean-François Rossion : Pirate, ambiances
- Fabian Finkels : Corey, ambiances
- Pierre Le Bec : Raymond, ambiances
- Michel Hinderyckx : narrateur, ambiances
- Lise Leclerq, Nicolas Ossowski, Brieuc Lemaire, Delphin, Elisabeth Guinand, Fabienne Loriaux, Marie Braam, Frédéric Clou, Grégory Praet : ambiances

- Production : SDI Media

- Adaptation : Sophie Servais (dialogues) et Marie-Line Landerwyn (chansons)

- Générique VF : Léopold Gaza, Guy Wazungasa Waku et Marie-Ange Teuwen (ouverture), Stéphanie Vondenhoff et Camille De Bruyne (clôture)

## Production
La première bande-annonce du film sort le 1er janvier 2019. Une nouvelle bande-annonce ciblant le marché occidental est dévoilée le 22 janvier 2020, annonçant la diffusion prochaine du film sur Netflix. Cette nouvelle sortie est prévue pour le 27 février.